# Éric Deroo
Pour les articles homonymes, voir Deroo.
 (juillet 2018).
Si vous disposez d'ouvrages ou d'articles de référence ou si vous connaissez des sites web de qualité traitant du thème abordé ici, merci de compléter l'article en donnant les références utiles à sa vérifiabilité et en les liant à la section « Notes et références ».
Éric Deroo, né en 1952, est un cinéaste et historien français.
Ancien chercheur associé au CNRS (Anthropologie bioculturelle), il est spécialiste de l'histoire et des représentations sociales, coloniales et militaires.

## Biographie
Éric Deroo fait une partie de ses études au collège militaire de Saint Cyr puis entre à l'École nationale supérieure des beaux-arts de Paris. Par la suite, il devient l'assistant du cinéaste Robert Bresson avant de réaliser des films documentaires.
En 1978-1980, il est lauréat de l’office franco-allemand pour la jeunesse pour une Étude des frontières du Nord Est - peintures et films – puis co-fonde en 1981 avec Blaise Sourdille, Rodolphe Bouquerel, Pascal Chardin, Titus, Michael Trier, et A.B.S., le groupe de peinture En Avant comme Avant avec lequel il exposera dans de nombreux musées mondiaux jusqu’en 1986.
Ayant découvert à l’occasion d’un tournage dans la forêt ardennaise l’épopée oubliée des combattants africains, Éric Deroo décide d’y consacrer une série documentaire tout en rassemblant peu à peu la plus vaste iconographie les concernant. À ce titre, dès 1990, le laboratoire d’anthropologie des représentations du CNRS lui demande diverses études et le cooptera comme chercheur associé en 2001.
Eric Deroo a été chercheur-associé au G.D.R 23/22, Anthropologie des représentations du corps, CNRS de Marseille de 2001 à 2009, avant d’être associé à l’UMR 7268, Unité d’anthropologie bioculturelle jusqu’en 2018. Il est également membre du Comité scientifique du musée des troupes de marine et un des membres fondateurs du Conseil national pour les droits des anciens combattants d’outre-mer de l’armée française. À ce titre, il a conduit à partir de 2007, avec le soutien du ministère de la Défense, une mission « Mémoire des tirailleurs africains, malgaches et comoriens », dont l’objet est la création de centres de documentation et la diffusion de films.
En 2021-2022, le musée de l'Armée se porte acquéreur d'une partie de sa collection personnelle composée de milliers de documents, œuvres et objets.

## Filmographie
Ses films documentaires traitent de l'histoire coloniale française.

### Auteur-réalisateur
- Murailles de France, 52 min, FR3 – 1980
- Soldats Noirs, 52 min, FR3 -1984 – Antenne 2 – Planète TV : Sélection Festival « Images D’ailleurs 2001 »
- Bataillon du Pacifique, 52 min, FR3 – RFO – 1986
- Profession : Mercenaire, 52 min, FR3 - 1992  et 1993
- Sur les Traces de Francis Garnier (Mékong-Laos), 52 min – 1994
- Sur les Canonnières du Yang Tsé Kiang, 52 min, France 3 – 1994 : Prix du Festival de la Mer et Sélection « Etonnants voyageurs » 1995
- Le Piège Indochinois, 2 × 52 min, FR3 - 1995
- Le Temps des Illusions 1940-1945
- L’Enlisement  1945-1949
- Le Copain du Dessus, 52 min, France 2 – 1998
- C’est quoi la France 20 × 3 min, La Cinquième – Arte – 2000
- Le Lhamo, Opéra Tibétain en exil, 52 min, Arte – Odyssée – 2001 et 2004 : Sélection  Fipatel et festival d’Autrans 2002
- Quatre siècles de troupes de marine, D.I.C.O.D, 2000 : Prix du film historique au Festival International de Rome en 2001
- Eyadéma du Togo, Président, Tirailleur, Général, 52 min : Histoire – 2001, 2002, TV5 2003 : Sélection Rendez-vous de l’Histoire, Blois, 2003
- Zoos humains, 52 min - Arte décembre 2002 et 2004, TV5 février 2004 : Prix Planète du Bilan du Film Ethnographique du musée de l’Homme, 2003[3] et diverses sélections internationales
- Paris couleurs, 52 min – FR3, FR5, 2005 : Sélections festival Europa Berlin 2005, Cinéma d’Ailleurs, Paris, 2005 ; Regards sur le Sud, Rouen, 2006
- Un siècle de médecine tropicale, 26 min, 2005, SSA, Le Pharo, Marseille
- La Force noire, 30 min, 2007, ECPAD, TV5 Monde, Histoire, LCP, Prix du film historique, Compiègne, 2009
- Une histoire en partage, ECPAD, Histoire, 2008
- Ensemble, 52 min, ECPAD, Histoire, 2008, Prix du festival de Varsovie, 2011
- De Gaulle et l’armée, 2 × 52 min, INA, Histoire, ECPAD, 2011
- La Grande Guerre des nations, 1914-1918, 7 × 60 min, INA, Histoire, coproduction internationale, diffusion 2014
- Leur après-guerre, ou le roman des hussards, avec Charles Thimon - Histoire, 2015
- Aux premiers rendez-vous de la Résistance, 1 h 40, INA, Histoire, 2016
- Aux pièges de la République, avec Charles Thimon, Gaumont Télévision, Histoire, 2017
- En passant par la Quatrième, de De Gaulle à de Gaulle, avec Charles Thimon, Gaumont Télévision, Histoire, 2018
- D'un clandestin, l'autre, Galatée Film, Histoire, 2019

### Coauteur-réalisateur
- L’Histoire Oubliée, 5 × 52 min avec Alain de Sédouy : France 3 – 1992 / 94 – TV5, Planète…
  - Les Tirailleurs Sénégalais
  - Les Parachutistes Indochinois
  - Les Harkis : L’engagement
  - Les Harkis : L’abandon – Sélection  Festival de Reims
  - Les Harkis : Les fils de l’oubli – Fipa 1998
  - En collaboration dans cette série : Les Goumiers Marocains
- Le Temps des casernes, 52 min, avec Thierry Simonnet, Arte, 2001, Histoire, 2003
- Regards croisés sur l’Indochine, 18 × 52 min avec Patrick Barbéris et Jérôme Kanapa, Histoire, 2004
- France -Viêt Nam, 1945-1946, un impossible accord, 52 min - avec Patrick Barbéris, Histoire, 2004
- Combattre pour l’Indochine, 52 min, avec Patrick Barbéris, France 5, 2004
- 7 jours à Bucarest, la révolution roumaine, avec M. Feraru, ECPAD - Histoire, 2009

### Réalisateur
- Guérisseur du Brésil et d’Afrique, 1993
- Le Siècle de Cointreau, 1999 – Prix du festival du Creusot
- L'Empire du milieu du Sud, une histoire du Vietnam, documentaire avec Jacques Perrin, 2006-2007.

## Publications
Ses livres traitent aussi de l'histoire coloniale :
- Aux colonies, Presses de la Cité, 1992
- Services Spéciaux en Indochine, avec R. Muelle, Éditions Crépin–Leblond, 1992
- Des garages et des hommes, le siècle Renault, Éditions Typofilm - Renault, 1998
- Les Linh Tâp, avec M. Rives, Éditions Lavauzelle, 1999
- Un Rêve d’Aventure, avec A. Champeaux, Christian Benoit, M. Rives, Éditions Lavauzelle, 2000
- Le Paris Noir, avec P. Blanchard et Gilles Manceron, Édition Hazan, 2001
- Le Paris Arabe, avec P. Blanchard, P. Fournié, G. Manceron, D. El Yazami, Éditions la Découverte, 2003
- Indochine française, guerres, mythes et passions, 1856-1956, avec P. Vallaud, Éditions Perrin, 2003
- Dien Bien Phu, avec P. Vallaud, Éditions Tallandier, 2003
- Le Paris Asie, avec P. Blanchard, Éditions la Découverte, 2004
- L’école du Pharo et la médecine coloniale, Éditions Lavauzelle, 2005

- Prix Paul-Bourdarie de l’Académie des sciences d’outre-mer
- Héros de Tunisie, avec P. Le Pautremat, Ceres Éditions, Tunis, 2005
- L’illusion coloniale, avec Sandrine Lemaire, Éditions Tallandier, 2006, Prix Fetkkan 2006
- La Force noire, avec A. Champeaux, Tallandier, 2006
- Frontières d’Empire, du Nord à l’Est (dir), Éditions La Découverte, 2008
- Le Viet-Minh, avec C. Dutrône, Éditions Les Indes Savantes, janvier 2009
- Les tirailleurs, avec S. Lemaire, manuel scolaire pour collèges et lycées africains, Le Seuil, 2009 et 2010
- Le sacrifice du soldat (dir), CNRS Éditions - ECPAD, septembre 2009, Grand prix 2010 « La plume et l’Epée » de l’Armée de terre.
- La vie militaire aux colonies, Gallimard, 2009
- Carnets de déroute, 1939-1940, lettres et récits inédits, avec P. de Taillac, Tallandier, 2010
- Munnu, irresistible Jewels, Kasliwal Ed, Jaïpur, India, 2010
- Héros et mutins, les troupes russes sur le front français, 1916-1918, avec G. Gorokhoff, Gallimard, 2010
- La grande traversée, la mission Marchand, 1896-1898, LBM, 2010
- Soldats du feu, la collection de photographies du commandant Raymond Deroo, Éditions P. de Taillac, 2011
- Le Régiment de marche du Tchad, Éditions P. de Taillac, 2012
- Corps en guerre, 1914-1918 (dir), CNRS Editions, 2015
- La légion étrangère, histoire et dictionnaire, Bouquins, Robert Laffont, 2013
- La France arabo-orientale, treize siècles de présences, La Découverte, 2013
- L’histoire des troupes indigènes de l’armée française, Chemins de la mémoire no 234, ministère de la Défense, SGA, DMPA, mars 2013
- Les armées coloniales, Revue Historique des Armées no 271, SHD, 2013
- Courage, le courage en images, Inflexions no 22, La documentation française, 2013
- Indochine, des territoires et des hommes, 1856-1956, Gallimard, Paris, 2014
- L’Honneur, Inflexions no 27, La documentation française, 2014
- Histoires-mémoires croisées, Délégation à l’Outre-mer, Sénat, 2014.
- Indochine, 1856-1956, Revue de la SAMA no 145, 2014
- Homme blanc – Homme noir, catalogue  Impression d’Afrique, Fondation P. Arnaud, Éditions Favre, 2015
- Aux sources de la Guerre d’Algérie, Actes de la journée d’études, octobre 2015, Riveneuve Éditions, Fondation pour la mémoire de la guerre d’Algérie, des combats du   Maroc et de Tunisie, 2016
- Verdun, la guerre aérienne, Éditions P. de Taillac, Musée de l’Air, 2016
- Étrange Étranger, Inflexions no 34, La documentation française, 2017
- La grande année 1915, l’Indochine dans la Grande guerre , Mondes et Cultures, bulletin de l’ASOM, 2017

### En collaboration ou contribution
- Images et Colonies, Éditions BDIC-Achac, 1993
- Le Livre Noir du Colonialisme, Éditions Les Nuits Rouges, 1998
- Fictions de l’Étranger, Osiris, 2000
- Afriques, Passerelles, 1998
- Les Zoos Humains, Éditions de la Découverte, 2002
- Culture coloniale, 3 T., Éditions Autrement, 2003, 2004 et 2006
- Marseille, porte Sud, Éditions de la Découverte, 2005
- Le corps extrême dans les sociétés occidentales, L’Harmattan, 2005
- Dictionnaire du corps, CNRS Éditions, 2006
- Sud Ouest, porte des Outre-Mers, Éditions  Milan 2006
- Lyon, capitale des Outre-Mers, 2007
- Grand-Ouest, mémoire des outre-mers, Presses Universitaires de Rennes, 2008
- L’histoire des missions étrangères de Paris, Perrin, 2008
- Coloris Corpus, CNRS Éditions, novembre 2008
- Politique de la ville et intégration, conférences 2006, Les cahiers du Pôle, 2008
- Le sacrifice du soldat, en collaboration avec Christian Benoit, Gilles Boëtsch et Antoine Deroo, CNRS Éditions 2009.  (ISBN 978-2-271-06879-8)
- Guerre révolutionnaire, guerres régulières, Lavauzelle, 2010
- Décors des corps, CNRS Éditions, 2010
- Les troupes coloniales dans la campagne de France, mai-juin 1940, Histoire et collections, 2010
- Partir, Inflexion, no 18, 2011
- Des Quatre coins de l’Empire, Musée de la Résistance, Grenoble, avril 2011,
- La France Noire, La Découverte, 2011
- Zoos humains et exhibitions coloniales, 150 ans d’invention de l’autre, La découverte, 2011
- MenschenZoos - Schaufenster der Unmenschlichkeit, avec Pascal Blanchard, Nicolas Bancel, Gilles Boëtsch et Sandrine Lemaire, Les Éditions du Crieur Public, Hambourg, 2012.
- La légion étrangère, histoire et dictionnaire, Bouquins, Robert Laffont, 2013
- Arbres de Guerres, Riveneuve / Archimbaud, 2019

## Récompenses et distinctions

### Décoration
- 2017 :  Officier de la Légion d'honneur Il a été promu officier par décret du 30 décembre 2017[4]. Il a été fait chevalier le 7 mars 2006.